# Senjutsu
Senjutsu (jap.: „Taktika i strategija”) sedamnaesti je studijski album britanskog heavy metal-sastava Iron Maiden. Diskografske kuće Parlophone Records i BMG objavile su ga 3. rujna 2021. Prvi je album skupine objavljen nakon šestogodišnje studijske stanke. Dobio je pohvale kritičara i njegova je prodaja bila uspješna. Skupina je podržala album objavom singlova „The Writing on the Wall” i „Stratego”.

## O albumu
Senjutsu je objavljen gotovo šest godina poslije prethodnog studijskog albuma The Book of Souls, što je dosad najduža studijska stanka u radu sastava. Također je njegov drugi dvostruki studijski album, prvi studijski album od Powerslavea iz 1984. na kojem gitarist Dave Murray nije sudjelovao u pisanju pjesama i prvo studijsko izdanje od albuma Virtual XI iz 1998. koje sadrži nekoliko pjesama koje je samostalno napisao basist Steve Harris.
Naziv albuma na desnoj je strani omota zapisan na japanskom pismu (戦術), a na lijevoj je strani zapisan vrstom slova koja podsjeća na to pismo. Premda nije riječ o konceptualnom albumu, u pjesmama je česta tema propasti. 

## Ilustracije
Na omotu albuma pojavljuje se izvorni logotip skupine (na kojemu slova R, M i N imaju produžene dijelove), kojim se skupina prestala koristiti nakon objave uratka The X Factor, a ponovno se počela služiti njime na prethodnom albumu The Book of Souls. Omot je izradio Mark Wilkinson; na njemu je prikazan Eddie, maskota skupine, koji nosi samurajsku odjeću i u rukama drži katanu. U razgovoru s časopisom Metal Hammer Wilkinson je izjavio:

## Recenzije i komercijalni uspjeh
| Zbirne ocjene   | Zbirne ocjene |
| Izvor           | Ocjena        |
| --------------- | ------------- |
| AnyDecentMusic? | 7,9/10        |
| Metacritic      | 83/100        |
| Recenzije       |               |
| Izvor           | Ocjena        |
| AllMusic        | [ 8 ]         |
| Classic Rock    | [ 9 ]         |
| The Guardian    | [ 10 ]        |
| The Independent | [ 11 ]        |
| Kerrang!        | 4/5           |
| Metal Hammer    | [ 13 ]        |
| NME             | [ 14 ]        |
| Pitchfork       | 7,4/10        |
| PopMatters      | 8/10          |
| Rolling Stone   | [ 17 ]        |

Na Metacriticu, koji glazbenim albumima daje prosječnu ocjenu od 0 do 100 na temelju recenzija poznatijih stručnih publikacija, Senjutsu je osvojio 83 boda od njih 100 na temelju 15 recenzija i tako je stekao status „kritički hvaljenog” uratka. Na sajtu AnyDecentMusic?, koji uspoređuje recenzije iz više od pedeset medijskih izvora, uradak je osvojio 7,9 bodova od njih 10 na temelju 17 recenzija. James Monger dao mu je četiri zvjezdice od njih pet u recenziji za AllMusic i zaključio: „Senjutsu, [album] epskih proporcija koji traje tek nešto više od 80 minuta, još je jedno naduto trijumfalno djelo iz kasnijeg dijela karijere [ovog sastava], no morate ga poslušati više puta kako bi se zadržao u lubanjama svih vas koji žudite za homerskim metalom”. Wall of Sound dao mu je devet od deset bodova i nazvao ga je „epskim i trijumfalnim povratkom momaka”; recenzent je dodao da je „više uravnotežen [od The Book of Soulsa]” i da su pjesme „zanimljive”. Harry Sword dao mu je najvišu ocjenu za The Guardian napisavši da je to „nadobudno i ekscentrično remek-djelo”. Novinar Classic Rocka Dave Ling dao mu je četiri i pol zvjezdice od njih pet i nazvao ga je „izvanrednim albumom skupine koja još ima mnogo toga reći i ponuditi”.
Kao što su učinili u recenzijama prethodnog albuma The Book of Souls, časopisi Kerrang! i Metal Hammer ocijenili su ga vrlo dobrim: prvi je časopis izjavio da je riječ o „zapanjujućem povratku” za „legende metala”, a drugi da je to „uzbudljivo, filmsko remek-djelo”. Recenzija sajta Blabbermouth.net također je naklonjena uratku; recenzent mu je dao devet bodova od njih deset i izjavio je: „Senjutsu je suvremeni dragulj jednog od najboljih heavy metal-sastava uopće, ako ne i najboljega”.
Kory Grow dao mu je četiri zvjezdice od njih pet u recenziji za Rolling Stone zaključivši: „[Članovi] Iron Maidena dostojanstveno stare i na Senjutsuu stvaraju metal za sva vremena. Dugogodišnji su revolucionari metala sazreli na 17. albumu i pritom nisu žrtvovali ni trunku svoje [...] odvažnosti”. Taj ga je časopis poslije imenovao jednim od najboljih pedeset albuma te godine i najboljim metal-albumom objavljenim 2021. uz objašnjenje da je to „najsloženije remek-djelo [skupine] do danas”. Michael Gallucci također je pohvalio album u recenziji za Ultimate Classic Rock i izjavio je: „Čini se da je Steve Harris uspješno ostvario svoj naum i pretvorio Maiden u prog-sastav bez ikakvih ograničenja, ali koji je i dalje sklon rifovima i melodijama koje su samo njegove. Kao Genesis iz radničke klase čije pjesme prožimaju složenost i duh koji spaja. Senjutsu, njegov 17. album, možda možemo smatrati jednim od najvećih epskih albuma u četiri desetljeća dugoj karijeri Iron Maidena prepunih takvih epskih albuma.”
U recenziji za internetski časopis PopMatters Adrien Begrand dao mu je osam od deset bodova potaknuvši slušatelje „da ih najveći heavy metal-sastav na svijetu odvede na još jedan izlet. Na putu ćete i dalje naići na pokoje izbočine i brojne poznate vidike, ali put je nakon četrdeset godina i dalje uzbudljiv”. Britanski časopis NME dao mu je četiri zvjezdice od njih pet; recenzent je izjavio da je „odmah postao klasik na putu Iron Maidena koji traje četrdeset i jednu godinu. Utjecajne metal-pjesme koje su mu priskrbile brojne obožavatelje i u svakom udaljenom mjestu na kugli zemaljskoj i dalje su čvrste. Međutim, na [ovom albumu] ide korak dalje; posve puštaju mašti na volju na uratku na kojem je više samopouzdanja i ideja nego ikada prije”.
Loudwire ga je imenovao jednim od najboljih metal-albuma objavljenih 2021.

### Prodaja
Senjutsu, objavljen 3. rujna 2021. na većini tržišta diljem svijeta, a tjedan dana poslije u Africi i Južnoj Americi, dobio je pohvale obožavatelja i većine recenzenata te je dosegao prvo mjesto na ljestvicama najprodavanijih albuma u 27 država: u Belgiji (Valoniji i Flandriji), Čileu, Brazilu, Boliviji, Kolumbiji, Meksiku, Bugarskoj, Rumunjskoj, Grčkoj, Austriji, Švicarskoj, Njemačkoj, Mađarskoj, Hrvatskoj, Maleziji, Srbiji, Indoneziji, Rusiji, Južnoj Africi, Finskoj, Italiji, Portugalu, Španjolskoj, Švedskoj, Tajlandu i Južnoj Koreji. U Sjedinjenim Državama uradak je zauzeo treće mjesto glazbene ljestvice Billboard 200, što je najviše mjesto na kojem se album Iron Maidena dosad pojavio u toj državi, i prvo mjesto na Billboardovoj ljestvici Physical Albums Chart. Treće je mjesto, između ostalog, zauzeo i u Australiji, Irskoj i Ujedinjenom Kraljevstvu. Uradak je zauzeo neko od prva tri mjesta na ljestvicama najprodavanijih albuma u 55 država i neko od prvih pet mjesta u njih 63.

### Nagrade i priznanja
Animirani spot za pjesmu „The Writing on the Wall” bio je nominiran za nagradu UK Music Video Awardsa u kategoriji „Najbolja animacija u videu”. Američki internetski časopis Loudwire uvrstio je tu pjesmu na popis „35 najboljih metal-pjesama objavljenih 2021.”, na kojem se pojavio na 14. mjestu. Pojavila se i na trinaestom mjestu popisa „40 najboljih rock-pjesama objavljenih 2021.” Ultimate Classic Rocka. Consequence of Sound uvrstio ju je na drugo mjesto popisa „Najbolje hard rock-pjesme i metal-pjesme objavljene 2021.”. Talijanska radijska postaja Radio Freccia postavila ju je na drugo mjesto popisa „Top 20 hitova godine”. Talijanski portal Inside Music postavio ju je na drugo mjesto popisa „5 najboljih pjesama objavljenih 2021.”. Poljski glazbeni časopis Teraz Rock postavio ju je na drugo mjesto popisa „Najbolje pjesme objavljene 2021.”. Urednici grčke inačice časopisa Metal Hammer i finskog časopisa Tuonela Magazine prozvali su je „pjesmom godine”.
Sastav i Senjutsu bili su nominirani za nagradu u kategorijama „Sastav godine”, „Album godine”, „Vokalist godine” i „Video godine” na svečanosti Žebřík Music Awards. Na toj je svečanosti Senjutsu naposljetku osvojio nagradu za „Album godine”. Senjutsu je također bio nominiran za nagradu u kategoriji „Međunarodni album godine” na španjolskoj dodjeli nagrada Premios Odeón. Uradak je osvojio i nagradu Top.HR Music Awardsa, hrvatske inačice nagrada Grammy, u kategoriji „Najprodavaniji inozemni album”. I Iron Maiden i Senjutsu poimence su proglašeni najboljim sastavom i albumom godine u anketi njemačke inačice časopisa Rock Hard. Senjutsu je osvojio i poljsku nagradu u kategoriji „Album godine – svijet”. Album, „The Writing on the Wall” i sama skupina bili su nominirani za nagradu Planet Rock u kategorijama „Najbolji album”, „Najbolji singl” i „Najbolji britanski sastav”. Na toj je dodjeli skupina osvojila potonju nagradu i proglašena je „najboljim metal-sastavom svih vremena”. Godine 2022. ispostavilo se da je Iron Maiden skupina s najviše nagrada u povijesti Planet Rocka.
Audio Ink Radio uvrstio je pjesmu „Darkest Hour” na popis „50 najboljih rock-pjesama i metal-pjesama objavljenih 2021.”. Singl „Stratego” pojavio se na popisu „10 najboljih gitarskih rifova iz 2021.” Guitar Worlda. Pjesma „Hell on Earth” proglašena je četvrtom najboljom pjesmom iz 2021. u anketi Ultimate Guitara, a na japanskom sajtu Gekirocku Toru Sugaya proglasio ju je šestom najboljom pjesmom te godine. Skladba „The Parchment” pojavila se na četvrtom mjestu popisa „Najboljih hard rock-pjesama iz 2021.” švedskih novina Aftonbladet. Promonews TV uvrstio je promidžbene spotovi za pjesme „Stratego” i „The Writing on the Wall” na popis „Najbolji glazbeni spotovi iz 2021. (Rock i alternativna glazba)”.
Senjutsu je bio nominiran za nagradu u kategoriji „Najbolji hard rock / metal-album” na svečanosti Fonogram – Magyar Zenei Díj, mađarskoj inačici dodjele nagrade Grammy. Osvojio je i nagradu Sklizen češkog časopisa Spark Magazine. Skupina je za Senjutsu osvojila nagrade Metal Storma u kategorijama „Najbolji album heavy metala / melodičnog metala” i „Najveće razočaranje”, a za spot pjesme „The Writing on the Wall” osvojila je nagradu „Najbolji video”.

## Popis pjesama
| Disk 1 | Disk 1                    | Disk 1                     | Disk 1   | Disk 1 | Disk 1 | Disk 1 | Disk 1 | Disk 1 | Disk 1 |
| Br.    | Skladba                   | Autor                      | Trajanje |        |        |        |        |        |        |
| ------ | ------------------------- | -------------------------- | -------- | ------ | ------ | ------ | ------ | ------ | ------ |
| 1.     | »Senjutsu«                | Adrian Smith, Steve Harris | 8:20     |        |        |        |        |        |        |
| 2.     | »Stratego«                | Janick Gers, Harris        | 4:59     |        |        |        |        |        |        |
| 3.     | »The Writing on the Wall« | Smith, Bruce Dickinson     | 6:13     |        |        |        |        |        |        |
| 4.     | »Lost in a Lost World«    | Harris                     | 9:31     |        |        |        |        |        |        |
| 5.     | »Days of Future Past«     | Smith, Dickinson           | 4:03     |        |        |        |        |        |        |
| 6.     | »The Time Machine«        | Gers, Harris               | 7:09     |        |        |        |        |        |        |
| 40:15  |                           |                            |          |        |        |        |        |        |        |

| Disk 2 | Disk 2               | Disk 2           | Disk 2   | Disk 2 | Disk 2 | Disk 2 | Disk 2 | Disk 2 | Disk 2 |
| Br.    | Skladba              | Autor            | Trajanje |        |        |        |        |        |        |
| ------ | -------------------- | ---------------- | -------- | ------ | ------ | ------ | ------ | ------ | ------ |
| 1.     | »Darkest Hour«       | Smith, Dickinson | 7:20     |        |        |        |        |        |        |
| 2.     | »Death of the Celts« | Harris           | 10:20    |        |        |        |        |        |        |
| 3.     | »The Parchment«      | Harris           | 12:39    |        |        |        |        |        |        |
| 4.     | »Hell on Earth«      | Harris           | 11:19    |        |        |        |        |        |        |
| 41:38  |                      |                  |          |        |        |        |        |        |        |

## Zasluge
| Iron Maiden - Bruce Dickinson – vokali - Dave Murray – gitara - Adrian Smith – gitara - Janick Gers – gitara - Steve Harris – bas-gitara, klavijatura, produkcija, umjetnički direktor, dizajn - Nicko McBrain – bubnjevi | Ostalo osoblje - Kevin "Caveman" Shirley – produkcija, miksanje - Denis Caribaux – tonska obrada - Ade Emsley – masteriranje - Mark "The Tinkerer" Wilkinson – ilustracije - Stuart Crouch – umjetnički direktor, dizajn - Michael Knowland – trodimenzionalne ilustracije - Ruth Rowland – ilustracije (kaligrafija) |

## Ljestvice
| Ljestvica                                       | Najviša pozicija |
| ----------------------------------------------- | ---------------- |
| Argentina                                       | 5.               |
| Australija                                      | 3.               |
| Austrija                                        | 1.               |
| Belgija (Flandrija)                             | 1.               |
| Belgija (Valonija)                              | 1.               |
| Bolivija                                        | 1.               |
| Brazil                                          | 1.               |
| Češka                                           | 2.               |
| Čile                                            | 1.               |
| Danska                                          | 5.               |
| Europa                                          | 1.               |
| Finska                                          | 1.               |
| Francuska                                       | 2.               |
| Grčka                                           | 1.               |
| Hrvatska                                        | 1.               |
| Indija                                          | 1.               |
| Indonezija                                      | 1.               |
| Irska                                           | 3.               |
| Italija                                         | 1.               |
| Izrael                                          | 3.               |
| Japan (Japanese Albums)                         | 10.              |
| Japan (Japanese International Albums)           | 2.               |
| Južna Afrika                                    | 1.               |
| Južna Koreja                                    | 1.               |
| Kanada                                          | 5.               |
| Kolumbija                                       | 1.               |
| Mađarska                                        | 1.               |
| Malezija                                        | 1.               |
| Meksiko                                         | 1.               |
| Nizozemska                                      | 2.               |
| Norveška                                        | 5.               |
| Novi Zeland                                     | 9.               |
| Njemačka                                        | 1.               |
| Poljska                                         | 2.               |
| Portugal                                        | 1.               |
| Rumunjska                                       | 1.               |
| Rusija                                          | 1.               |
| SAD (Billboard 200)                             | 3.               |
| SAD (Independent Albums)                        | 1.               |
| SAD (Top Album Sales)                           | 1.               |
| SAD (Top Hard Rock Albums)                      | 1.               |
| SAD (Top Rock Albums)                           | 1.               |
| Slovačka                                        | 3.               |
| Škotska                                         | 1.               |
| Španjolska                                      | 1.               |
| Srbija                                          | 1.               |
| Švedska                                         | 1.               |
| Švicarska                                       | 1.               |
| Tajland                                         | 1.               |
| Turska                                          | 3.               |
| Ujedinjeno Kraljevstvo (UK Albums)              | 2.               |
| Ujedinjeno Kraljevstvo (UK Rock & Metal Albums) | 1.               |
| Urugvaj                                         | 2.               |